# Consolação (Minas Gerais)
Consolação é um município brasileiro do estado de Minas Gerais. Sua população estimada em 2004 era de 1.694 habitantes. A área é de 86,1 km²; a densidade demográfica, de 19,67 hab/km².
Os municípios limítrofes são Cachoeira de Minas a norte, Conceição dos Ouros a nordeste, Paraisópolis a leste e sul, Córrego do Bom Jesus a sudoeste, Cambuí a oeste e Estiva a noroeste.